# Леонардо I Токко
Леонардо I Токко (італ. Leonardo I Tocco, грец. Λεονάρδος Α΄ Τόκκος; 1310/1315—1375/1377) — пфальцграф Кефалонії та Закінфу в 1357—1375/1377 роках.

## Життєпис
Походив з неаполітанського шляхетського роду Токко. Син Вільгельма Токко, анжуйського губернатора острова Корфу, та Маргарити Орсіні (доньки Джованні Орсіні, пфальцграфа Кекфалонії та Закінфу). Народився між 1310 і 1315 роками.
Завдяки своєму батькові мав тісні зв'язки з анжуйською королівською династією Неаполя. Протягом 1348—1352 років разом з батьком і братом клопотав щодо звільнення з угорського полону Роберта Тарентського. У 1353—1354 роках брав участь у поході останнього з відновлення порядку на Іонічних островах, а у 1356 роках відзначився в боротьбі з піратами.
В подяку за надані послуги, в 1357 році Роберт Тарентський надав йому володіння і титул пфальцграфа Кефалонії та Закінфу, а також, можливо, й Ітаки. У 1362 році після смерті Георгія Граціана за підтримки місцевих мешканців захопив його володіння — герцогство Лефкада на сусідньому з Кефалонією острові. Водночас для зміцнення свого становища оженився на сестрі Ісава де Буонделмонті, деспота Епіру. Невдовзі порушив обіцянку надати рівні права грекам, натомість вигнав православного єпископа з Лефкади. За цим переніс сюди свою резиденцію.
До 1373 року зайняв стратегічну фортецю Воніца на узбережжі Амбракійської затоки в Епірі. У 1374 році по смерті Філіпа II Тарентського увійшов до складу делегації, яка представляла Ахейське князівство перед Джованною I, королевою Неаполю.
Помер Леонардо I Токко між березнем 1375 і серпнем 1377 року, ймовірніше у 1376 році. Йому спадкували сини Карло і Леонардо.

## Родина
Дружина — Магдалена, донька Маненте Буонделмонті.
Діти:
- Петронілла (д/н—1409/1410), дружина: 1) Нікколо III далле Карчері. герцога Архіпелагу; 2) Нікколо Веньєрі, бальї Негропонте
- Джованна, дружина графа Джерачі Енріко ді Вентімілья
- Сюзанна, дружина Нікколо руффо, віцекороля Калабрії
- Карло (д/н—1429), деспот Епіру
- Леонардо (помер в 1414/1418), сеньйор Закінфа, Кларенци і Ангелокастрона